# Skwer im. Drzewickich Olimpijczyków
Skwer im. Drzewickich Olimpijczyków – skwer w Drzewicy, w województwie łódzkim, utworzony w 2018 r.

## Charakterystyka
Skwer otwarto 7 października 2018 r. w ramach obchodów 40-lecia kajakarstwa w Drzewicy w celu upamiętnienia zasłużonych kajakarzy i działaczy sportowych związanych z tym miastem. Na skwerze znajduje się Pomnik Drzewickich Olimpijczyków w postaci kół olimpijskich oraz tablice upamiętniające uczestników igrzysk olimpijskich związanych z Ludowym Klubem Kajakowym w Drzewicy.

## Sportowcy upamiętnieni na Skwerze Drzewickich Olimpijczyków:
- Krzysztof Kołomański

- Michał Staniszewski
- Zbigniew Miązek
- Mariusz Wieczorek
- Krzysztof Supowicz
- Grzegorz Kiljanek
- Natalia Pacierpnik
- Piotr Szczepański
- Robert Korzeniewski (trener kadry narodowej kajakarzy górskich)